# Gare de Crépieux-la-Pape
Gare de Crépieux-la-Pape – przystanek kolejowy w Rillieux-la-Pape, w departamencie Rodan, w regionie Owernia-Rodan-Alpy, we Francji.
Został otwarty 1893 r. przez Compagnie des chemins de fer de Paris à Lyon et à la Méditerranée (PLM). Jest przystankiem kolejowym Société nationale des chemins de fer français (SNCF), obsługiwanym przez pociągi TER Rhône-Alpes.